# Oliver Grabes
Oliver Grabes (* 1967 in Mannheim) ist ein deutscher Industriedesigner.

## Leben
Oliver Grabes studierte von 1986 bis 1993 Produktgestaltung an der Hochschule für Gestaltung Offenbach am Main. Grabes war Professor für Industrial Design/Konzeption und Entwurf von Konsumgütern an der Bergischen Universität Wuppertal im Studiengang Industrial Design und stellvertretender Wissenschaftlicher Direktor des Bergischen Instituts für Produktentwicklung und Innovationsmanagement, einem 2005 gegründeten An-Institut der Universität Wuppertal mit Sitz in Solingen.
Seit 2009 ist er Chefdesigner bei der Firma Braun GmbH in Kronberg im Taunus. Grabes arbeitete für Microsoft, Sony, Hewlett-Packard, Panasonic, General Electric, Boeing, Johnson & Johnson, Nike und Reebok sowie Braun und Gillette. Er lebt mit seiner Familie in Frankfurt am Main.

## Auszeichnungen
- 2006: IF Product Design Award: Vocollect ‘T5‘, mobiler Computer
- 2005: IDEA Gold Award: Terabeam ‘3200 indoor’, Optisches Datenübertragegerät
- 2005: IDEA Bronze Award: Microsoft Windows Home Center ‘Shire‘, PC System
- 2004: IDEA NW Silver Award: Terabeam ‘3200 indoor’, Optisches Datenübertragegerät
- 2004: IDEA NW Silver Award: Terabeam ‘3200 outdoor’, Optisches Datenübertragegerät
- 2003: IDEA Gold Award: Pandora International ‘Pogle Evolution’, Film Controller
- 2003: Red dot Award: Pandora International ‘Pogle Evolution’, Film Controller
- 2003: D&AD Award: Pandora International ‘Pogle Evolution’ Film Controller
- 2002: IDEA Gold Award: Terabeam ‘WAM´, Optisches Messgerät
- 2002: ID Magazine Design Distinction: Terabeam ‘WAM´, Optisches Messgerät
- 2002: IDEA Gold Award: General Electrics ‘Advantium Speedcook ‘, Mikrowelle mit Halogentechnik
- 2002: IDEA Silver Award: Terabeam ‘Elliptica’, Optisches Datenübertragegerät
- 2002: IDSA NW Chapter Gold Award: Microsoft ‘Whistler`, PC System
- 2002: IDSA NW Chapter Silver Award: Panasonic `eFX`, Entertainmentsystem für Flugzeuge
- 2002: IDSA NW Chapter Silver Award: Terabeam ‘WAM´, Optisches Messgerät
- 2002: IDSA NW Chapter Silver Award: Nephros ´H2H` Dialysegerät
- 2001: IDEA Silver Award: Nephros ´H2H` Dialysegerät
- 2001: Red Dot Award: Nephros ´H2H` Dialysegerät
- 2001: IDEA Silver Award: Terabeam ‘HPC / RPC’, Optisches Datenübertragegerät
- 2001: Red Dot Award: Terabeam ‘HPC / RPC’, Optisches Datenübertragegerät
- 2000: International DOMUS BBJ Design Competition, 4. Preis: Boeing 737 Business Jet Konzept "Transitions"
- 2000: IDSA NW Chapter Best of Category: TALIS ‘Classic Clockwise’, Zeitplaner
- 2000: IDSA NW Chapter Best of Category: TALIS ‘Dr. phil. Fras’, Buchstützen
- 1996: Designwettbewerb Mecklenburg-Vorpommern: Nordmöbel ´TUTTO´, Wohnmöbelsystem
- 1991: SONY Design Vision, 3. Preis: Audio Designstudie ´Dr. Jeckyll and Mr. Hyde´
- 1991: Philip Morris Design Competition, 1. Preis: ‘TIM’BUK’, Zeitplaner
- 1990: DESIGNBOERSE, Design Center Stuttgart, 1. Preis, ‘Design Champion’
- 1989: ‘KÜCHE 2000’ Design Award: 3. Preis und Sonderpreis für innovative Recycling Systemprodukte